# Amy Katherine Browning
Pour les articles homonymes, voir Browning.
Amy Katherine Browning ou Amy Katherine Dugdale, née à Bramingham le 31 mars 1881 et morte le 27 janvier 1978 à Letchworth, est une peintre britannique.

## Biographie
Elle entre en 1899 au Royal College of Art mais doit le quitter pour raison familiale en 1901. Gerald Moira (en), dont elle est élève, lui permet de le réintégrer en lui obtenant des bourses. Amie de Sylvia Pankhurst, elles créent ensemble en 1909 une exposition d'art pour la Women's Social and Political Union au Prince's Skating Club (en) puis, lors de la Première Guerre mondiale, œuvrera avec elle pour recueillir des fonds de solidarité.
Amy Browning vit de son enseignement. En 1913, le gouvernement français lui achète la toile Checkered Shade qui a remporté la médaille d'argent lors du Salon de Paris. Il acquiert aussi The Red Shawl. Elle expose régulièrement au Salon des artistes français où elle passe en hors-concours et militant sur l'égalité des genres, signe ses œuvres A.K.Browning.
Après la mort de son mari Thomas Cantrell Dugdale en 1952, elle s'installe à Chelsea. Elle meurt à Letchworth en 1978.